# Brian Dennehy
Brian Dennehy (Bridgeport, Connecticut, 9. srpnja 1938. – New Haven, Connecticut, 15. travnja 2020.), američki televizijski, filmski i kazališni glumac. U karijeri duljoj od 50 godina šest je puta bio nominiran za nagradu Emmy, dva je puta dobio nagradu Tony (Smrt trgovačkog putnika te za Dugo putovanje u noć) te jednom Zlatni globus (Smrt trgovačkog putnika).
Široj javnosti postao je poznat ulogom šerifa Willa Teaslea u filmu Rambo iz 1982. Zahvaljujući toj ulozi nastavljao je dobivati popularne uloge, pa je tako glumio prijateljskog izvanzemaljca u Čahuri iz 1985.; zapažene uloge ostvario je u filmovima The Belly of an Architect iz 1987. te Nedokazanoj krivnji iz 1990. Karijeru su mu većim dijelom obilježile uloge ljudi od zakona: Gorky Park (1983.), Silverado (1985.), dva dijela filma F/X: Ubojstvo trikom (1986., 1991.) te Bestseler (1987.)

## Vanjske poveznice
- Brian Dennehy u internetskoj bazi filmova IMDb-u (engl.)